# Babylon A.D. (banda)
Babylon A.D. es una banda de Hard rock/Glam metal formada en Oakland, California, Estados Unidos.

## Historia

### Inicios
Inicialmente la banda se denominó The Persuaders, y estaba conformada por Derek Davis (voz), Ron Freschi (guitarra), Jamey Pacheco (batería), Danny De La Rosa (guitarra), John Mathews (guitarra, teclados) y Robb Reid (bajo). Más tarde tomarían el nombre de Babylon A.D.
Formada en Oakland, California, por Derek Davis, Ron Freschi, Danny De La Rosa, Robb Reid y Jamey Pacheco en el año de 1985. Que se convirtió en la primera banda de rock duro en firmar para Arista Records y su álbum debut titulado "Babylon AD" alcanzado el top 100 de Billboard. Asimismo, hizo un solo en la canción "Bang go The Bells", que se convirtió en un pequeño éxito y contribuyó al álbum golpear los gráficos. Además, el destacado tema de su primer álbum "The Kid Goes Wild" para la película Robocop 2 incluyó para su mismoi banda sonora y colaborando en las voces el productor y músico Sam Kinison.
Grabaron dos discos: Babylon A.D. y Nothing Sacred, este último logrando buena radiodifusión y alcanzando la certificación de Oro. Luego de la explosión del Grunge a finales de los ochenta, la banda tomó un receso de cinco años.

### Reunión y Actualidad
En 1998, la agrupación se reunió y grabó dos álbumes más: Live in your Face de 1999, y American Blitzkrieg de 2002, ambos producidos por Derek Davis, los cuales fueron bien recibidos por sus fanáticos.

## Influencias
En sonido del grupo va desde el clásico Heavy metal hasta el glam rock setentero,Han citado a Led Zeppelin, UFO, Metallica, Wishbone Ash, ,Motley Crue, Ratt, Sweet, Helloween, Roxy Music, Nazareth, Mercyful Fate, Tesla, Judas Priest, Slade, Queen, AC/DC y Montrose como sus principales influencias.

## Discografía
- Babylon A.D. de 1989.
- Nothing Sacred de 1992.
- Live in Your Face de 1998.
- American Blitzkrieg de 2000.
- In the Beginning (2006)
- LOST SESSIONS/FRESNO, CA 93 (2014)
- Revelation Highway (2017)
- Rome Wasn't Built In A Day (2024)
- When The World Stops (2025)